# VirtualDub
VirtualDub és una eina de codi obert per capturar vídeo i processar-lo, s'executa a Microsoft Windows. Disposa de funcions molt avançades, és capaç d'utilitzar plugins per afegir diferents tècniques de processament de vídeo, i pot treballar amb qualsevol fitxer AVI, independentment del còdec utilitzat mentre estigui instal·lat. VirtualDub també permet llegir els arxius .gvi de Google Video i convertir-los a qualsevol format.
VirtualDub no era compatible amb el format de fitxer ASF (excepte en una versió modificada de l'obsolet VirtualDub 1.6.19) a causa d'una patent de programari de Microsoft, però a les últimes versions tornen a ser-ho.
Existeixen versions  portàtils de VirtualDub que pot ser transportades i utilitzades directament des del llapis USB sense necessitat d'instal·lar-ho a l'ordinador.
També hi ha una variant anomenada SpanishDub, que bàsicament consisteix en una traducció al castellà del VirtualDub, encara que la seva última versió, la 1.5, data del 2003, per la qual cosa porta un considerable temps sense actualitzar.